# アンディ・シンプキンス
アンディ・シンプキンス（英: Andy Simpkins、1932年4月29日 - 1999年6月2日）は、アメリカ合衆国のジャズ・ベース奏者。本名はアンドリュー・シンプキンズ（Andrew Simpkins）。

## 略歴
インディアナ州リッチモンドに生まれた。1956年から1968年まで「ザ・スリー・サウンズ」に在籍して演奏活動を行う。その後は1974年までジョージ・シアリングのグループに加入し、1979年から1989年まで歌手のサラ・ヴォーンと演奏ツアーを行なっている。その時期にはロサンゼルスに定住し、第一線のベース奏者として尊敬を集め、老練で信頼すべきスタジオ・ミュージシャンとして広く知られるようになった。
カーメン・マクレエやアニタ・オデイ、ジェラルド・ウィギンス、モンティ・アレキサンダー、バディ・デフランコ、ドン・メンザ、ステファン・グラッペリらと共演している。また、3枚のリーダー・アルバムを録音した。
胃癌のためロサンゼルスにて他界。

## 註釈
1. 1 2  allmusic biography
2. ↑  "Last Post: Andy Simpkins". (Web site Jazz House)